# Grimming
Grimming är ett berg i Österrike.   Det ligger i distriktet Liezen och förbundslandet Steiermark, i den centrala delen av landet, 190 km väster om huvudstaden Wien. Toppen på Grimming är 2 351 meter över havet, eller 1 551 meter över den omgivande terrängen. Bredden vid basen är 8,6 km.
Terrängen runt Grimming är bergig söderut, men norrut är den kuperad. Runt Grimming är det ganska glesbefolkat, med 25 invånare per kvadratkilometer.. Närmaste större samhälle är Liezen, 16,9 km öster om Grimming. 
I omgivningarna runt Grimming växer i huvudsak blandskog.